# اکپینار، یورگیر
اکپینار، یورگیر (به لاتین: Akpınar, Yüreğir) یک منطقهٔ مسکونی در ترکیه است که در استان آدانا واقع شده‌است.